# Sanyi
Sanyi (chinois traditionnel : 三義鄉 ; pinyin : Sānyì Xiāng) est une commune du comté de Miaoli située sur l'île de Taïwan, en Asie de l'Est.

## Géographie

### Situation
Sanyi est une commune rurale du sud du comté de Miaoli, sur l'île de Taïwan. Elle s'étend sur 69,342 4 km2, au sud-est de Miaoli, capitale du comté.

## Topographie
La commune de Sanyi présente un relief montagneux recouvert d'une dense forêt naturelle plantée de nombreux camphriers. La majorité des habitations est concentrée dans une dépression de la partie Ouest de la commune, le long de l'autoroute nationale 1 qui s'étire du nord au sud et de l'île, et relie Kaohsiung à Keelung.

### Démographie
Au 1er janvier 2017, la commune de Sanyi comptait 16 813 habitants (242 hab./km2) dont 47,8 % de femmes.

### Hydrographie
La limite Sud de la commune de Sanyi est formée par une section du fleuve Da'an, long de 95,8 km et dont l'embouchure est située, à Taichung, au bord du détroit de Taïwan, sur la côte Est de l'île de Taïwan.

## Histoire
Le 22 août 1981, un Boeing 737 de la compagnie taïwanaise Far Eastern Air Transport s'écrase à Sanyi. La catastrophe aérienne fait 110 victimes : les six membres d'équipage et tous les passagers, dont la romancière Kuniko Mukōda.